# Christian Torres Hidalgo
Christian Carlos Torres Hidalgo (Llanquihue, Chile, 5 de septiembre de 1969) es un exfutbolista chileno. Jugaba de delantero y militó en diversos clubes de Chile, Colombia y México.

## Trayectoria
Producto de las divisiones inferiores de Deportes Puerto Montt, participó en campañas del equipo salmonero en la Primera B hasta 1991. Luego esa misma temporada fue transferido a Universidad de Chile, donde fue compañero de Franz Arancibia. En su país natal vistió las camisetas de Deportes La Serena y O'Higgins.
Entre 1993 y 1994 jugó en el fútbol colombiano, en la Primera División defendió los colores de Millonarios y Cúcuta Deportivo.  Junto a José Cabrera, fueron los primeros jugadores chilenos en jugar en el futbol árabe, defendiendo los colores del Al-Riyadh en 1994. Desde 1996 hasta 2000 militó en el fútbol mexicano, jugando para León, América y Monterrey. En América fue compañero de jugadores como Leonardo Rodríguez, Rodrigo Valenzuela y Cuauhtémoc Blanco. Con el Monterrey, participó en la Copa Libertadores 1999.
En 2001 jugó para el Guaraní paraguayo.
Su último club fue Deportes Puerto Montt en 2001, donde coincidió con jugadores como Esteban Valencia, José Luis Sánchez y Nelson Tapia.

## Clubes
| Club                  | País           | Año       |
| --------------------- | -------------- | --------- |
| Deportes Puerto Montt | Chile          | 1989-1990 |
| Universidad de Chile  | Chile          | 1991      |
| Deportes La Serena    | Chile          | 1992-1993 |
| Millonarios           | Colombia       | 1993      |
| Cúcuta Deportivo      | Colombia       | 1994      |
| Al-Riyadh             | Arabia Saudita | 1994      |
| O'Higgins             | Chile          | 1995      |
| León                  | México         | 1996-1997 |
| América               | México         | 1998      |
| Monterrey             | México         | 1999      |
| León                  | México         | 2000      |
| Guaraní               | Paraguay       | 2001      |
| Deportes Puerto Montt | Chile          | 2001      |